# Хойницко-пеньковская культура
Хо́йницко-пенько́вская культу́ра, в зарубежных публикациях культура Хойнице-Пеньки — археологическая культура позднего мезолита. Название происходит от местности Хойнице в польском Поморье и урочища Пеньки близ Варшавы.

## Критерии выделения
В начале 1970-х гг. польский археолог Стефан Кароль Козловский предложил название «хойницко-пеньковская культура» для элементов, которым он сам ранее давал название «майдановские» и «пеньковские».

## Хронология, генезис и исчезновение
Существовала в период 6000-4000 лет до н. э. Относится к северному кругу пост-маглемозских культур. Генезис культуры связан с переселением на юг, на территорию коморницкой культуры, населения свердборгской культуры, а также с миниатюризацией и другими технологическими изменениями в обработке кремня. Изделия хойницко-пеньковской культуры частично перемежаются с изделиями яниславицкой культуры, что может говорить о древних обменах. Остатки хойницкой культуры принимали участие в формировании неолитической культуры воронковидных кубков.

## Область распространения и культурный контекст

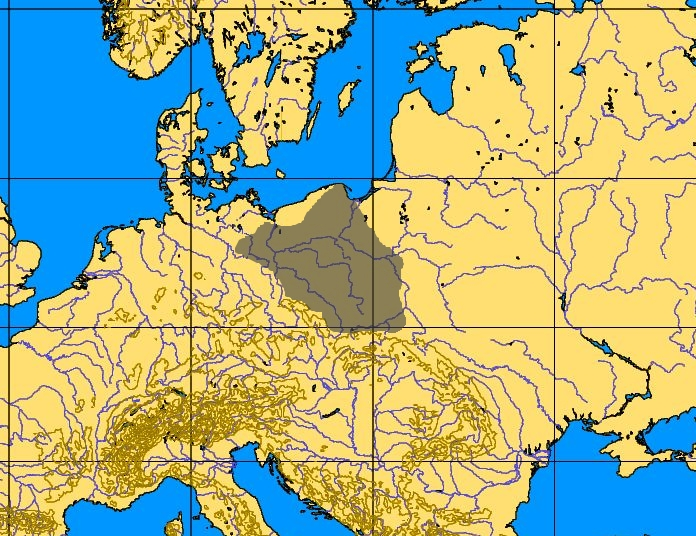
Область распространения хойницко-пеньковской культуры

Область распространения культуры охватывает польское Поморье, Нижнюю Силезию, Мазовию и Центральную Польшу. В рамках культуры выделяются три группы (разновидности):
- хойницкая — северо-запад;
- пеньковская — центр и юго-восток;
- барицкая — юго-запад.

С некоторой предосторожностью в данную культуру можно включить группу Юнсдорф (Jühnsdorf) на территории современной немецкой федеральной земли Бранденбург.

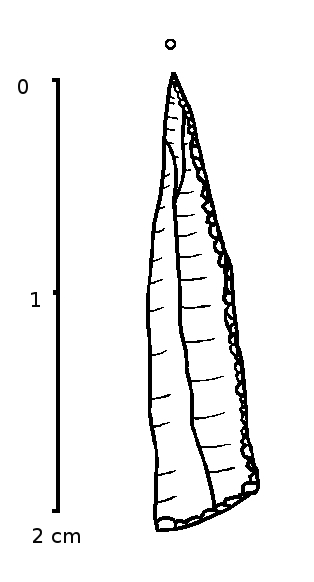
Trójkąt pieńkowski

## Поселения
Стоянки из нескольких шалашей располагались в долинах рек или на берегах озёр. Иногда шалаши были углублены в земле. Стоянки из одного шалаша рассматриваются как сателлиты более крупных стоянок.

## Хозяйство и общество
Хозяйство хойницко-пеньковской культуры было типично мезолитическим, основывалось на охоте, собирательстве и рыболовстве. Группы жителей данной культуры селились в преимущественно сосновых лесах. На стоянках данной культуры обнаружены схематические антропо- и зооморфные изображения, а также фигурки животных — медведей, кабанов и лошадей.

## Некоторые стоянки
Малые Свидры (Świdry Małe) — Пеньки (Pieńki) 3; Сворнигаче (Swornigacie) 1; Кшекотувек (Krzekotówek) 8, Поддембе (Poddębe) VII; Пыздры (Pyzdry) 3 и 5a, Плазувка (Płazówka) II.